# Franck Butter
Pour les articles homonymes, voir Butter.
Franck Butter, né le 14 septembre 1963 à Montereau-Fault-Yonne, est un joueur puis dirigean français de basket-ball.

## Biographie
Mesurant 2,10 m, il jouait au poste pivot. C'était un des joueurs les plus grands de France.
Sa taille et son jeu rude et collectif lui permirent de réaliser une carrière professionnelle d'une quinzaine d'années dans différents clubs de première division (N 1 A puis Pro A). C'est à Limoges qu'il connut ses plus belles réussites collectives, comme le titre de champion d'Europe en 1993.
Le sport de haut niveau lui a laissé d'importantes séquelles aux chevilles qui l'empêchent de jouer encore à un niveau plus modeste.
Aujourd'hui à la retraite du basket-ball, il est le directeur d'un restaurant Burger King à Feytiat (Haute-Vienne).
Depuis des années il vient voir régulièrement les matchs du CSP au Palais des sports de Beaublanc
Resté en contact avec le basket-ball, il est le parrain de la FAC du Basket-ball, association qui a pour but d'aider les joueurs et les entraîneurs sans club.
En 2023, Butter devient vice-président du CSP aux côtés du Président Didier Jamot et de sa propriétaire Céline Forte. Franck Butter, vice-président du Limoges CSP, a beaucoup joué dans le retour de Jean-Marc Dupraz en tant que coach pour remplacer Ilias Kantzouris,,.

## Palmarès de joueur
- 1994
  - Champion de France
  - Coupe Robert Busnel
- 1993
  - Champion d'Europe
  - Champion de France
- 1992
  - Vice-champion de France
- 1991
  - Champion de France
- 1986
  - Champion de France
  - Coupe de la Fédération
- 1985
  - Champion de France